# Amblyomma fuscum
Amblyomma fuscum är en fästingart som beskrevs av Neumann 1907. Amblyomma fuscum ingår i släktet Amblyomma och familjen hårda fästingar. Inga underarter finns listade i Catalogue of Life.